# Brixx
Brixx foi uma banda  dinamarquesa que representou a Dinamarca no Festival Eurovisão da Canção 1982 que interpretou a canção Video, Video.
Os membros do grupo eram  Jens Brixtofte, John Hatting, Torben Jacobsen, Steen Eljer Olsen e Bjørn Holmgård Sørensen. 